# فقر الدم الحديدي الأرومات
فقر الدم الحديدي (الأرومات) (بالإنجليزية: sideroblastic anemia)‏ هو شكل من أشكال فقر الدم الذي يعمل على إنتاج الأرومات الحديدية الحلقية في نخاع العظم بدلا من خلايا الدم الحمراء الصحية ( كرات الدم الحمراء ). في فقر الدم الحديدي الأرومات، يكون لديها كميات متاحة من الحديد ولكن لا يمكن دمجه في الهيموجلوبين، وخلايا الدم الحمراء بحاجة لنقل الأكسجين بكفاءة .
قد يكون سبب هذا الاضطراب إما عن طريق اضطراب وراثي أو بطريقة غير مباشرة كجزء من متلازمة خلل التنسج النقوي، والتي يمكن أن تتطور إلى الأورام الخبيثة الدموية وخاصة (سرطان الدم النقوي الحاد)
تتم تسمية الأرومات الحديدية الحلقية بذلك لأن ميتوكوندريا الحديد تشكل حلقة حول النواة لحسابها خلية باعتبارها حلقة أرومة حديدية، ويجب على الحلقة تطويق الثلث أو أكثر من النواة وتحتوي على خمسة أو أكثر من حبيبات الحديد، وفقا ل تصنيف منظمة الصحة العالمية للأورام المكونة للدم والأنسجة اللمفاوية.

## أنواع الأرومات الحديدية الحلقية
1.النوع الأول: أقل من خمس حبيبات حديدية في السيتوبلازم
2.النوع الثاني: خمسة أو أكثر من الحبيبات الحديدية ولكن ليست موزعة في محيط النواة
3.النوع الثالث: خمسة أو أكثر من الحبيبات الحديدية في محيط النواة، وتشمل المحيط بالكامل أو على الأقل الثلث من المحيط النووي

## الأعراض
أعراض فقر الدم الحديدي الأرومات تشمل شحوب الجلد، التعب، الدوخة، وتضخم الطحال والكبد، وأمراض القلب وتلف الكبد، والفشل الكلوي و (يمكن أن تنجم عن تراكم الحديد في هذه الأجهزة).

## الأسباب
ويمكن تصنيف أسباب فقر الدم الحديدي إلى ثلاث مجموعات :
1.فقر الدم الحديدي الخلقي
2.فقر الدم الحديدي النسيلي
3.فقر الدم الحديدي المكتسب
وهذا يؤدي إلى ترسب حبيبات الحديد في الميتوكوندريا التي تشكل حلقة حول خلايا الدم الحمراء النامية.
أشكال فقر الدم الخلقي غالبا ما تكون موجودة مع فقر الدم السوي الكريات أو الصغير الكريات، بينما الأشكال المكتسبة من فقر الدم الحديدي غالبا ما تكون مع فقر الدم السوي الكريات أو الكبير الكريات .

## التشخيص
فقر الدم هو معتدل إلى حاد وثنائي الشكل . والعرض المجهري لخلايا الدم الحمراء سوف تكشف حجم الخلية غير المتكافئ وشكل الخلايا الشاذة .
. موجودة في خلايا الدم الحمراء أجسام بابنهايمر . وقد ينخفض عادة (أي فقر الدم الصغير الكريات )، ولكن قد يكون طبيعي أيضا أو حتى عالي

## المعالجة
في بعض الأحيان، يكون فقر الدم شديد لدرجة أن هناك حاجة إلى دعم ونقل الدم. هؤلاء المرضى عادة لا يستجيبوا للعلاج بال إريثروبويتين.
وقد تم الإبلاغ عن بعض الحالات من فقر الدم لتحسين مستوى الهيم من خلال استخدام جرعات معتدلة إلى عالية من (فيتامين B6 ) في الحالات الشديدة، وزرع نخاع العظم هو أيضا خيار ولكن نسبة نجاحه محدودة .